# 坦博帕塔區
坦博帕塔區（西班牙語：Distrito de Tambopata），是秘魯的一個區，位於該國東南部馬德雷德迪奧斯大區的坦博帕塔省，始建於1912年12月26日，面積22,218.6平方公里，海拔高度186米，2005年人口51,384，人口密度每平方公里2.3人。